# José Legarreta Abaitua
José Legarreta Abaitua   (Larrabetzu, 12 de febrer de 1903 - Bilbao, 17 de setembre de 1957) va ser un futbolista basc que va representar la selecció espanyola als Jocs Olímpics d'estiu de 1928 als Països Baixos.

## Estadístiques de la carrera

### Club
A  partits jugats el 1930.
| Club                | Temporada           | Lliga               | Lliga   | Lliga | Copa    | Copa | Continental | Continental | Altres  | Altres | Total   | Total |
| Club                | Temporada           | Divisió             | Partits | Gols  | Partits | Gols | Partits     | Gols        | Partits | Gols   | Partits | Gols  |
| ------------------- | ------------------- | ------------------- | ------- | ----- | ------- | ---- | ----------- | ----------- | ------- | ------ | ------- | ----- |
| Athletic Club       | 1922–23             | –                   | 0       | 0     | 5       | 0    | –           | –           | 9       | 0      | 14      | 0     |
| Athletic Club       | 1923–24             | –                   | 0       | 0     | 4       | 0    | –           | –           | 9       | 0      | 13      | 0     |
| Athletic Club       | 1924–25             | –                   | 0       | 0     | 0       | 0    | –           | –           | 10      | 1      | 10      | 1     |
| Athletic Club       | 1925–26             | –                   | 0       | 0     | 4       | 0    | –           | –           | 9       | 1      | 13      | 1     |
| Athletic Club       | 1926–27             | –                   | 0       | 0     | 3       | 0    | –           | –           | 9       | 0      | 12      | 0     |
| Athletic Club       | 1927–28             | –                   | 0       | 0     | 6       | 0    | –           | –           | 4       | 1      | 10      | 1     |
| Athletic Club       | 1928–29             | Primera Divisió     | 16      | 0     | 8       | 0    | –           | –           | 5       | 0      | 29      | 0     |
| Total en la carrera | Total en la carrera | Total en la carrera | 16      | 0     | 30      | 0    | 0           | 0           | 55      | 3      | 101     | 3     |